# La Boîte à malice (pel·lícula)
La Boîte à malice és una pel·lícula muda de Georges Méliès estrenada el 1903 a l'inici del cinema mut.

## Sinopsi
Un mag fa aparèixer una dona jove sota una capa que sacseja i després, ajudat per un ajudant, col·loca dos vidres plans sobre dos respatllers de cadires. Col·loca una capsa al plat de vidre on fa pujar la jove. Mentre aquest últim, dempeus, desapareix a poc a poc dins la caixa, el mag i el seu ajudant demostren que no hi ha engany.